# Otomops johnstonei
Otomops johnstonei é uma espécie de morcego da família Molossidae. Endêmica da Indonésia, onde é encontrada somente na ilha de Alor.